# Cathédrale de Caracas
La cathédrale de Caracas est un lieu de culte catholique situé à Caracas, capitale du Venezuela. Placée sous le vocable de Jacques le Majeur (Santiago el Mayor, en espagnol) et siège de l'archidiocèse de Caracas, elle est située dans le centre historique de la ville, sur la place Bolívar, dans la paroisse civile de Catedral de la municipalité de Libertador. Elle est classée Monumento Nacional. 

## Historique

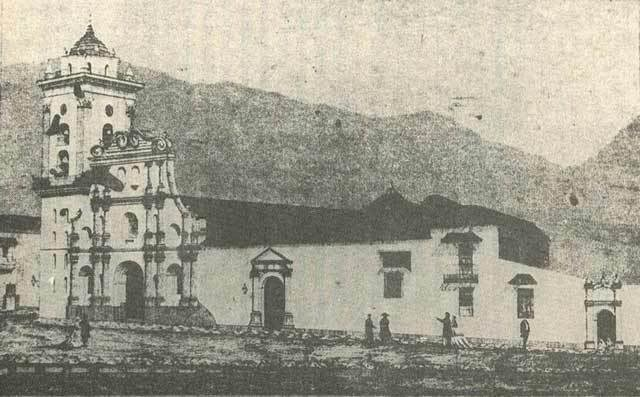
La cathédrale en 1867.

L'édifice actuel est construit par Juan de Medina de 1665 à 1674 en remplacement d'une église plus petite détruite lors du tremblement de terre de 1641. La façade est ajoutée en 1771 par Francisco Andrés de Meneses. L'édifice est fortement endommagé par le tremblement de terre de 1812 et le clocher est réduit en taille. En 1866 est ajouté le frontispice de la façade. En 1932 et dans les années 1960, le bâtiment connaît d'importants travaux de restauration, notamment sur les chapelles coloniales de la Trinité où reposent les restes des parents et de l'épouse de Simón Bolívar, celle du Pópulo et celle du Pilar. 

## Architecture

### Intérieur
De plan basilical, l'église comporte cinq nefs, la nef centrale étant séparés des deux groupes de nefs latérales par des colonnes octogonales aux chapiteaux composés, supportant des arcs en plein cintre. 
L'autel majeur et le retable du chœur sont situés au fond de la nef centrale. 

### Extérieur
Le clocher carré flanque une « façade-retable » de style néoclassique.